# Uchi-soto
Pour les articles homonymes, voir Soto.
 (août 2011).
Si vous disposez d'ouvrages ou d'articles de référence ou si vous connaissez des sites web de qualité traitant du thème abordé ici, merci de compléter l'article en donnant les références utiles à sa vérifiabilité et en les liant à la section « Notes et références ».
Uchi-soto (内外) est un mot japonais utilisé pour distinguer les différents groupes sociaux (uchi, « dedans » ; soto, « dehors »). Cette distinction entre les groupes n'est pas seulement un élément fondamental de la société japonaise mais elle se reflète également dans le langage et plus précisément la grammaire japonaise.

## Concept
Le concept de base est de diviser les gens en groupes proches et en groupes extérieurs. Lorsqu'on parle à un membre d'un groupe extérieur, on doit l'honorer et le membre du groupe interne se devra donc de rester humble.
On pourra par exemple faire un cadeau à un membre d'un groupe extérieur en signe de respect.
Un des problèmes liés au modèle uchi-soto est le fait que les groupes ne sont pas statiques ; ils peuvent se mélanger et changer avec le temps et selon les situations.
Les groupes uchi-soto peuvent s'imaginer comme une série de cercles se chevauchant. La position de quelqu'un, à l'intérieur ou hors d'un groupe, dépendra du contexte, du statut et de l'âge.
Ainsi, un employé peut occuper un poste important pour sa propre compagnie, mais de moindre importance par rapport à une société cliente. De même, s'il est ceinture noire de karaté, il sera vu comme un supérieur dans son club de karaté, alors qu'en débutant au tennis, il sera perçu comme inférieur.

### Au bureau
La vie de bureau des Japonais est une parfaite illustration du concept : les employés qui sont sous les ordres d'un intermédiaire sont, pour lui, dans son groupe uchi. Autrement dit, il pourra leur parler dans le japonais de base (sans politesse, avec l'équivalent du tutoiement) tandis que son supérieur hiérarchique sera dans son groupe soto et il lui devra la politesse. Cependant, quand il s'agit de faire affaire avec une autre entreprise, tous ceux de sa propre firme sont considérés comme uchi tandis que l'autre compagnie est considérée comme soto. Dans ce cas de figure, personne ne trouvera donc étrange que l'on parle de son propre patron sans les préfixes de politesses que l'on attendrait dans d'autres circonstances, car cela permet de souligner que la compagnie est perçue comme un groupe uni, bien qu'elle puisse comprendre des sous-divisions, et que l'on n'y inclut pas l'autre entreprise.
Pour donner un exemple : en parlant avec un de ses subordonnés, un manageur pourra omettre le suffixe honorifique -san et même le « tutoyer » en utilisant le pronom kimi (君) alors qu'il s'en gardera bien avec son propre supérieur ou en parlant de son supérieur. Mais lorsqu'il traitera avec une autre entreprise, il pourra omettre les suffixes de politesse quelle que soit la personne de sa propre compagnie, y compris ses supérieurs hiérarchiques.
Mais si ce manageur parle à un subordonné de la famille de celui-ci, celle-ci ne sera pas considérée comme uchi, mais comme soto, et donc en ajoutant les suffixes de politesse. Mais en parlant de sa propre famille, qui est uchi, il utilisera le langage ordinaire. Autrement dit, sa propre famille est kazoku (家族) et celle de son interlocuteur est go-kazoku (御家族), avec l'ajout du préfixe honorifique go-.
De même, dans un foyer japonais, le membre le plus âgé de la famille, traditionnellement le père ou le grand-père, aura le privilège de prendre son bain en premier puis le reste de la famille suivra par ordre d'âge décroissant. Mais un visiteur se verra par contre offrir le premier bain et la meilleure chambre, même si ça doit grandement incommoder toute la famille.

## Exemples dans le langage
Le japonais poli honorifique (keigo) se sépare en trois formes : poli (teineigo), humble (kenjōgo) et respectueux (sonkeigo). Parmi ces trois formes, il existe des mots et des préfixes bien précis.
Ainsi, le verbe « manger » pourra se dire :
- taberu (食べる?) : forme de base ;
- tabemasu (食べます?) : forme polie ;
- itadaku (頂く/戴く?) : forme humble. Littéralement « je reçois » ;
- meshiagaru (召し上がる?) : forme respectueuse lorsque l'on s'adresse à un supérieur.

De même, « une boisson » pourra se dire :
- nomimono (飲物?) pour parler de sa propre boisson ;
- o-nomimono (お飲物?) pour parler de la boisson de quelqu'un d'autre (usage du préfixe de politesse o-).

La grande majorité des termes impliquant la famille, la maisonnée ou même les relations familiales prendront presque toujours des préfixes honorifiques selon qu'il s'agisse d'un groupe uchi (sa propre famille) ou d'un groupe soto (la famille de quelqu'un d'autre). Il arrive même qu'en plus d'apposer un préfixe, ce soit un terme complètement différent qui soit utilisé. Chichi (父, « mon père ») et haha (母, « ma mère ») ne s'utilisent que pour parler de ses propres parents. Pour parler du père et de la mère de quelqu'un d'autre, on utilisera les termes o-tō-san (お父さん) et o-kā-san (お母さん). Mais ces mêmes termes peuvent s'utiliser par de jeunes enfants pour parler de leur propre famille, ce qui peut prêter à confusion. Il existe aussi d'autres termes encore plus cérémonieux pour parler de ses propres parents ou de ceux de son interlocuteur.

## Dans les arts martiaux
Dans les budo (arts martiaux), le terme uchi deshi (内弟子) désigne un élève interne (élève résident qui contribue à la bonne marche du dojo et suit l'enseignant avec assiduité) tandis que le terme soto deshi (外弟子) désigne un élève externe (dans le sens d'externat, élève présent par intermittence).
Par ailleurs, certains mouvement sont exécutés en passant à l'intérieur de la garde et sont dits uchi, d'autres sont exécutés en passant à l'extérieur de la garde et sont dits soto. Il ne faut cependant pas faire de confusion avec une autre acception de uchi qui désigne une frappe (打).
Par exemple :
- en aïkido : uchi kaiten nage (内回転投げ, projection en roue en passant par l'intérieur) et soto kaiten nage (外回転投げ, en passant par l'extérieur) ;
- au judo :
  - o uchi gari (大内刈, grand fauchage intérieur) et o soto gari (大外刈, grand fauchage extérieur),
  - ko uchi gari (小内刈, petit fauchage intérieur) et ko soto gari (小外刈, petit fauchage extérieur).